# Krakau (Steiermark)
Krakau ist seit Jahresbeginn 2015 eine Gemeinde im Bezirk Murau des österreichischen Bundeslandes Steiermark. Sie entstand im Rahmen der Steiermärkischen Gemeindestrukturreform aus den Ende 2014 aufgelösten Gemeinden Krakaudorf, Krakauhintermühlen und Krakauschatten. Die Steirische Krakau ist seit 2008 Teil der Bergsteigerdörfer-Initiative des ÖAV.

## Geografie
Krakaudorf ist der Hauptort des Krakautals, eines Hochplateaus, das sich im südlichen Teil der Schladminger Tauern in ost-westlicher Richtung erstreckt und etwa 1450 Einwohner hat. Auf der Nordseite des Plateaus liegt nordwestlich von Krakaudorf die Katastralgemeinde Krakauhintermühlen, westlich, auf der Südseite des Plateaus, an der Salzburger Landesgrenze die Katastralgemeinde Krakauschatten. Die höchsten Erhebungen im Gemeindegebiet sind Roteck (2742 m) und Preber (2740 m).

### Gemeindegliederung
Das Gemeindegebiet umfasst folgende drei Ortschaften und gleichnamigen Katastralgemeinden (Einwohner Stand 1. Jänner 2024, Fläche Stand 31. Dezember 2023):
- Krakaudorf (604 Einwohner, 2.968,85 ha)
- Krakauhintermühlen (477 Ew., 8.074,1 ha)
- Krakauschatten (273 Ew., 1.303,08 ha)

### Nachbargemeinden
|         | Sölk                                        |         |
| Lessach | Kompassrose, die auf Nachbargemeinden zeigt | Schöder |
| Tamsweg | Ranten                                      |         |

## Geschichte
Ab dem 6. Jahrhundert rodeten slawische Siedler das Gebiet. Ab dem 9. Jahrhundert kamen auch bairische Siedler in das Krakautal.
Krakaudorf gilt als eine der ältesten Siedlungen des Rantentales, hieß aber vom Mittelalter bis ins 16. Jahrhundert hinein „Lessach“ (slawisch „bei den Leuten im Wald“, nicht zu verwechseln mit dem westlich im Lungau liegenden Lessach). Auch der Ortsname Krakau selbst (als Flurname erstmals 1304 als „Graker“ erwähnt) stammt aus dem Slawischen, er leitet sich von der Krähe oder Dohle (krakowa, krakava) ab, daher auch das Gemeindewappen.
Ab dem 13. Jahrhundert war das Gebiet der Gerichtsbarkeit der Liechtensteiner unterstellt. Im Mittelalter gab es verschiedenste Grundherren. Ab dem 17. Jahrhundert war das Gebiet überwiegend im Besitz der Fürsten Schwarzenberg. 1791 wurde das Vikariat St. Ulrich in Krakauebene errichtet und 1829 zur Pfarre erhoben.
Die Aufhebung der Grundherrschaften erfolgte 1848. Die Ortsgemeinden als autonome Körperschaft entstand 1850. Nach der Annexion Österreichs 1938 kamen die Gemeinden zum Reichsgau Steiermark, 1945 bis 1955 waren sie Teil der britischen Besatzungszone in Österreich.

## Kultur und Sehenswürdigkeiten

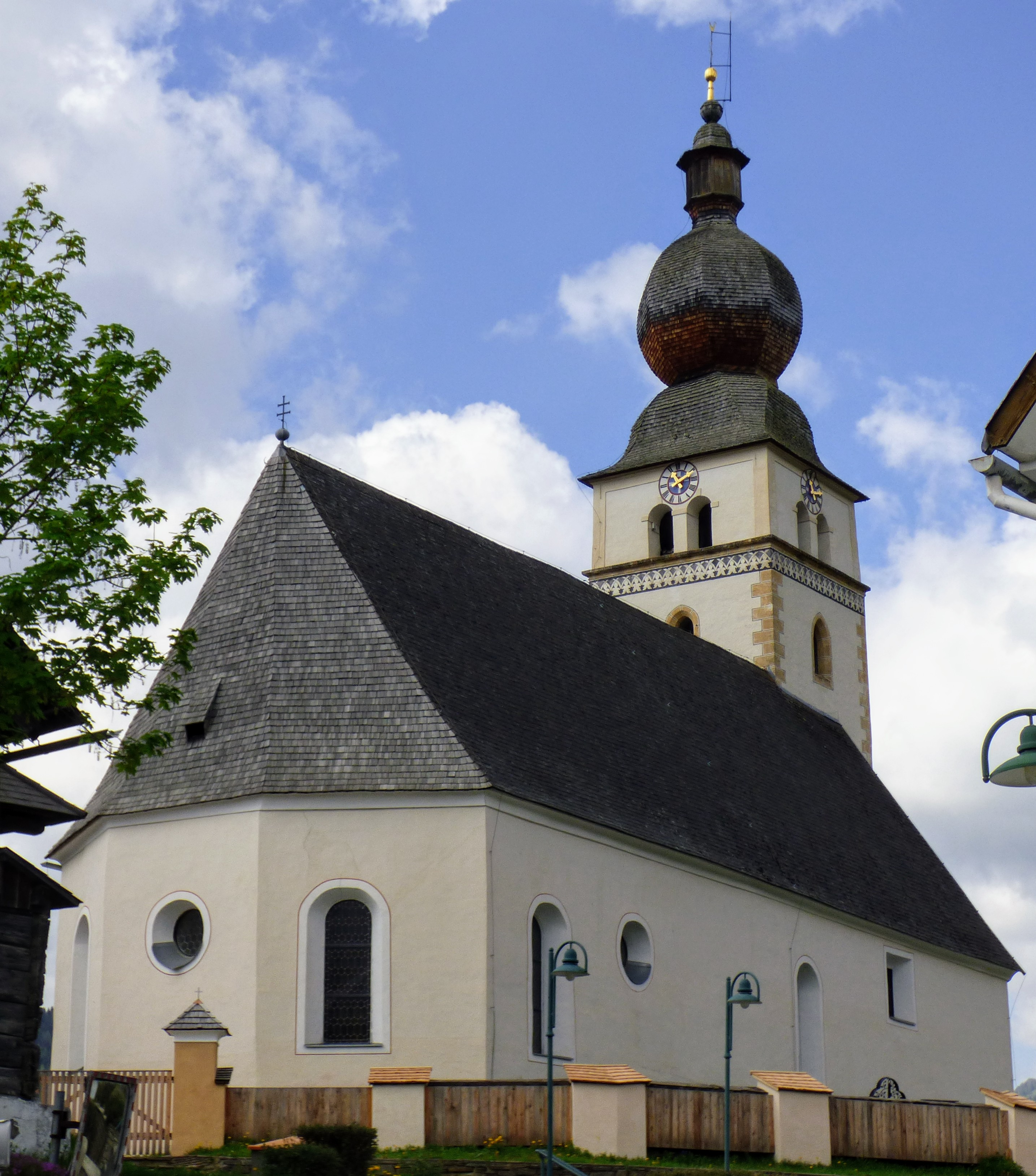
Pfarrkirche Krakaudorf

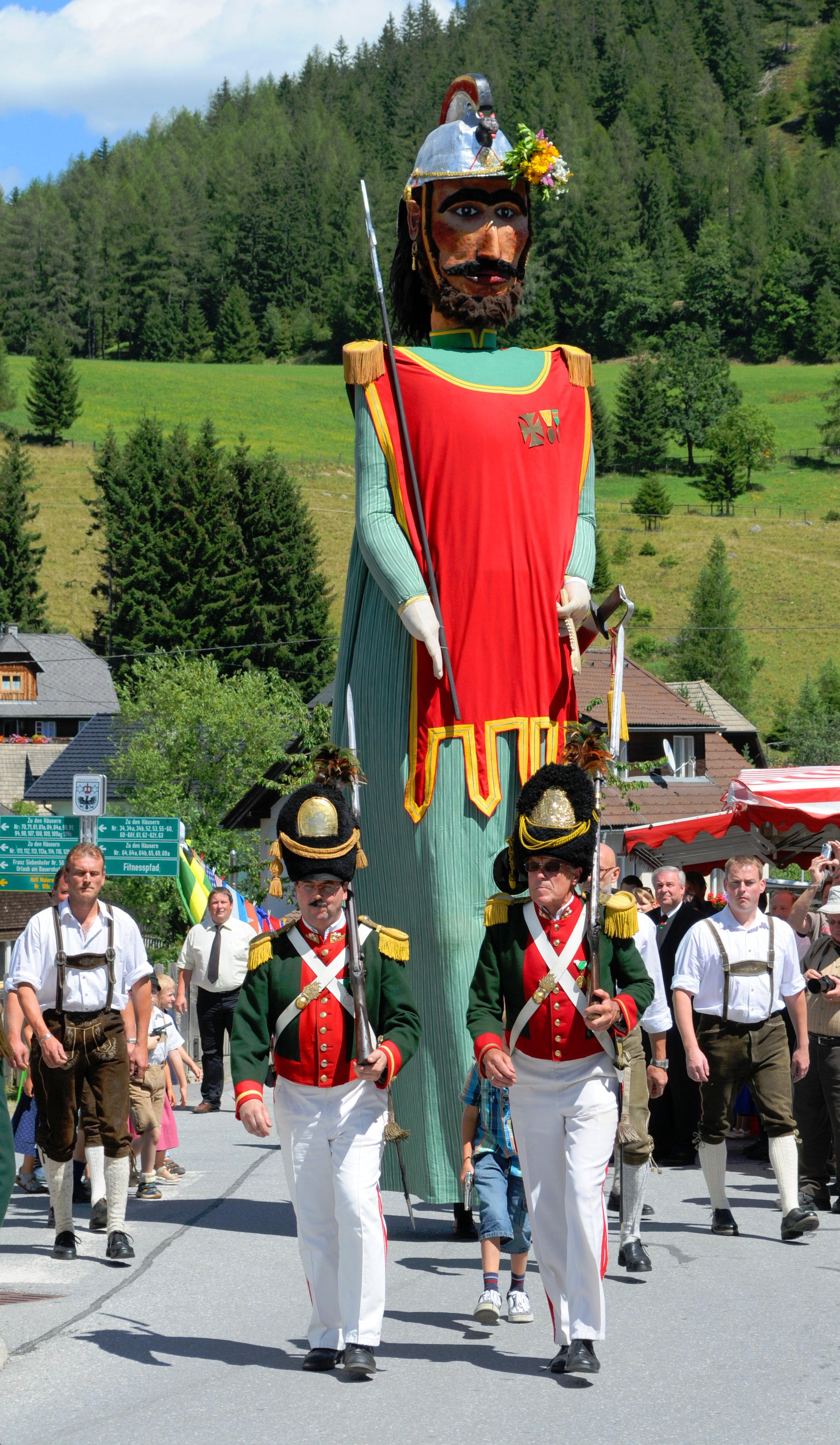
Der Samson von Krakaudorf

- Katholische Pfarrkirche Krakaudorf hl. Oswald
- Katholische Filialkirche St. Ulrich am Hollerberg
- Katholische Pfarrkirche Krakauebene hl. Ulrich
- Zu den Sehenswürdigkeiten gehören die Berglandschaft, kleine Kapellen (u. a. mit dem „steirischen Herrgott“), Seen und der Günster Wasserfall, der mit einer Fallhöhe von 65 Metern der höchste Wasserfall in der Steiermark ist.
- Brauchtum und Tradition spielen eine große Rolle im Jahresablauf. Jedes zweite Jahr im Februar kehren am „Damisch Mountog“ (Rosenmontag) die Faschingrenner wieder; ein lauter Umzug von Haus zu Haus von etwa 50 Personen mit Spitzhüten, gefolgt von einer Handelsmeute mit Pferd, Rossknecht, Schinder, Schmied usw. Der Ursprung dieses Brauches geht auf die Knappen zurück, die vor rund 200 Jahren im Bischofsloch des Prebers (2740 m) Silber abbauten. Den kreisförmigen Tanz, das Radl oder Kranzl führten diese Bergleute zum ersten Mal auf.
- Zu Ostern brennen an vielen Stellen im Tal zum Teil bis zu zwölf Meter hohe gezimmerte Osterfeuer. Am ersten Sonntag im August wird der Oswaldisonntag gefeiert. Das Kirchweihfest zu Ehren des Heiligen Oswalds beginnt mit einem Prozessionszug durch Krakaudorf, dabei tragen die Mädchen geschmückte Marienstatuen, die Buben den Heiligen Oswald durch das Dorf. Am Nachmittag hat der Samson samt Schützengarde seinen Auftritt.
- Auf dem Schattensee kann während der Sommermonate das Wasserscheibenschießen ausgeübt werden.

Naturdenkmäler
- Günster Wasserfall, mit einer Fallhöhe von 65 Metern der höchste Wasserfall der Steiermark

## Wirtschaft und Infrastruktur
Im Produktionssektor beschäftigen 22 Betriebe 47 Arbeitnehmer, fast zwei Drittel arbeiten im Bau und ein Drittel bei der Herstellung von Waren. Der Dienstleistungssektor gibt in 49 Betrieben 116 Menschen Arbeit, 45 davon in der Beherbergung und in der Gastronomie (Stand 2011).

### Wirtschaftssektoren
Die folgende Tabelle zeigt die Entwicklung der Anzahl der Betriebe und der Beschäftigten in den Wirtschaftssektoren:
| Wirtschaftssektor            | Anzahl Betriebe | Anzahl Betriebe | Anzahl Betriebe | Erwerbstätige | Erwerbstätige | Erwerbstätige |
| Wirtschaftssektor            | 2021            | 2011            | 2001            | 2021          | 2011          | 2001          |
| ---------------------------- | --------------- | --------------- | --------------- | ------------- | ------------- | ------------- |
| Land- und Forstwirtschaft 1) | 74              | -               | -               | 89            | 86            | 77            |
| Produktion                   | 18              | 22              | 14              | 18            | 43            | 42            |
| Dienstleistung               | 42              | 49              | 46              | 25            | 108           | 99            |

1) Betriebe mit Fläche in den Jahren 2010 und 1999, Arbeitsstätten im Jahr 2021

### Verkehr
Die wichtigste Straßenverbindung ist die Landesstraße L521, die nach Südosten zur Murtal Straße führt.

## Politik
Der Gemeinderat hat 15 Mitglieder.
- Mit den Gemeinderatswahlen in der Steiermark 2015 hatte der Gemeinderat folgende Verteilung: 8 ÖVP, 5 SPÖ und 2 FPÖ.[13]
- Mit den Gemeinderatswahlen in der Steiermark 2020 hat der Gemeinderat folgende Verteilung: 10 ÖVP, 4 SPÖ und 1 FPÖ.[14]

### Bürgermeister
- Anfang 2015 Konrad Esterl (ÖVP), vorher Bürgermeister von Krakauhintermühlen
- seit 2015 Gerhard Stolz (ÖVP)[15]

### Wappen

Wappen der Vorgängergemeinden
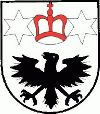
Krakaudorf
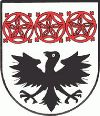
Krakauhintermühlen
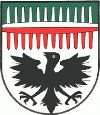
Krakauschatten

- Krakauhintermühlen
- Krakauschatten

Alle drei Vorgängergemeinden hatten ein Gemeindewappen. Wegen der Gemeindezusammenlegung verloren diese mit 1. Jänner 2015 ihre offizielle Gültigkeit. Die Neuverleihung des Gemeindewappens für die Fusionsgemeinde erfolgte mit Wirkung vom 15. Juli 2016.

Blasonierung (Wappenbeschreibung):
„In blauem Schild über grünem, mit drei silbernen achtblättrigen und golden besamten Blüten belegtem Schildfuß ein silberner dreispitziger Berg mit erhöhter Mittelspitze, belegt mit einer schwarzen Krähe.“

## Persönlichkeiten
Krakauhintermühlen
- Ramona Siebenhofer (* 1991), Schirennläuferin

Krakaudorf
- Friedrich Kocher (1879–1958), Politiker

### Ehrenbürger der Gemeinde
Krakaudorf
- 1982 Franz Wegart (1918–2009), Landeshauptmann-Stellvertreter
- 1989 Franz Essl (1919–1993), Distriktsarzt

Krakauhintermühlen
- 1988 Josef Krainer junior (1930–2016), Landeshauptmann

Krakauschatten
- 1984 Josef Krainer junior (1930–2016), Landeshauptmann
- 2010 Otto Esterl (* 1945), Altbürgermeister

## Filme
- Ludwig Ott: Das Steirer Faschingsrennen. Ein Winterbrauch in der Krakau. Bayerisches Fernsehen. Unter unserm Himmel, 26. Februar 2006 (weblink) (Memento vom 30. September 2007 im Internet Archive)